# Сарейка, Винета
Винета Сарейка (латыш. Vineta Sareika, в замужестве Сарейка-Фёлькнер, нем. Völkner; род. 1 марта 1986, Юрмала) — латвийская скрипачка.
Училась в Парижской консерватории у Жерара Пуле и в Музыкальной капелле королевы Елизаветы в Брюсселе у Огюстена Дюме, занималась также в мастер-классах Иды Гендель, Иври Гитлиса, Захара Брона и других известных специалистов. В 2008 г. выиграла международные конкурсы во Франкфурте и Осаке, в 2009 г. вошла в число финалистов Международного конкурса имени королевы Елизаветы.
Как ансамблистка в 2006 году была среди основателей Трио Дали и выступала в его составе на протяжении семи сезонов, после чего продолжила выступать дуэтом с пианисткой трио Амандиной Савари, вместе они записали два альбома с сонатами Вольфганга Амадея Моцарта и Эдварда Грига. В 2012—2021 гг. первая скрипка Квартета Артемиды.
В 2011—2013 гг. концертмейстер Королевского филармонического оркестра Фландрии. С 2022 г. играет в составе Берлинского филармонического оркестра, в 2023 г. стала первой женщиной-концертмейстером в истории оркестра.
С 2017 г. преподаёт камерный ансамбль в Берлинском университете искусств, с 2020 г. профессор.